# Thomas J. Watson (1874–1956)
Thomas J. Watson (Campbell, New York, 1874. február 17. – New York,           1956. június 19. ) az IBM első elnöke volt.
Tiszteletére az IBM róla nevezte el legújabb szuperszámítógépét, Watsont.